# Croton caperoniifolius
Espèce
Croton caperoniifolius est une espèce de plantes à fleurs du genre Croton et de la famille des Euphorbiaceae, présente au Brésil (Minas Gerais, São Paulo).
Il a pour synonyme :
- Oxydectes caperoniifolia, (Müll.Arg.) Kuntze